# 1576
Portal Geschichte | Portal Biografien | Aktuelle Ereignisse | Jahreskalender | Tagesartikel

◄ |
15. Jahrhundert |
16. Jahrhundert
| 17. Jahrhundert | ►

◄ |
1540er |
1550er |
1560er |
1570er
| 1580er | 1590er | 1600er | ►

◄◄ |
◄ |
1572 |
1573 |
1574 |
1575 |
1576
| 1577 | 1578 | 1579 | 1580 | ► | ►►
Staatsoberhäupter  · Nekrolog   · Musikjahr
| Januar | Januar | Januar | Januar | Januar | Januar | Januar | Januar |
| Kw     | Mo     | Di     | Mi     | Do     | Fr     | Sa     | So     |
| ------ | ------ | ------ | ------ | ------ | ------ | ------ | ------ |
| 52     |        |        |        |        |        |        | 1      |
| 1      | 2      | 3      | 4      | 5      | 6      | 7      | 8      |
| 2      | 9      | 10     | 11     | 12     | 13     | 14     | 15     |
| 3      | 16     | 17     | 18     | 19     | 20     | 21     | 22     |
| 4      | 23     | 24     | 25     | 26     | 27     | 28     | 29     |
| 5      | 30     | 31     |        |        |        |        |        |

| Februar | Februar | Februar | Februar | Februar | Februar | Februar | Februar |
| Kw      | Mo      | Di      | Mi      | Do      | Fr      | Sa      | So      |
| ------- | ------- | ------- | ------- | ------- | ------- | ------- | ------- |
| 5       |         |         | 1       | 2       | 3       | 4       | 5       |
| 6       | 6       | 7       | 8       | 9       | 10      | 11      | 12      |
| 7       | 13      | 14      | 15      | 16      | 17      | 18      | 19      |
| 8       | 20      | 21      | 22      | 23      | 24      | 25      | 26      |
| 9       | 27      | 28      | 29      |         |         |         |         |

| März | März | März | März | März | März | März | März |
| Kw   | Mo   | Di   | Mi   | Do   | Fr   | Sa   | So   |
| ---- | ---- | ---- | ---- | ---- | ---- | ---- | ---- |
| 9    |      |      |      | 1    | 2    | 3    | 4    |
| 10   | 5    | 6    | 7    | 8    | 9    | 10   | 11   |
| 11   | 12   | 13   | 14   | 15   | 16   | 17   | 18   |
| 12   | 19   | 20   | 21   | 22   | 23   | 24   | 25   |
| 13   | 26   | 27   | 28   | 29   | 30   | 31   |      |

| April | April | April | April | April | April | April | April |
| Kw    | Mo    | Di    | Mi    | Do    | Fr    | Sa    | So    |
| ----- | ----- | ----- | ----- | ----- | ----- | ----- | ----- |
| 13    |       |       |       |       |       |       | 1     |
| 14    | 2     | 3     | 4     | 5     | 6     | 7     | 8     |
| 15    | 9     | 10    | 11    | 12    | 13    | 14    | 15    |
| 16    | 16    | 17    | 18    | 19    | 20    | 21    | 22    |
| 17    | 23    | 24    | 25    | 26    | 27    | 28    | 29    |
| 18    | 30    |       |       |       |       |       |       |

| Mai | Mai | Mai | Mai | Mai | Mai | Mai | Mai |
| Kw  | Mo  | Di  | Mi  | Do  | Fr  | Sa  | So  |
| --- | --- | --- | --- | --- | --- | --- | --- |
| 18  |     | 1   | 2   | 3   | 4   | 5   | 6   |
| 19  | 7   | 8   | 9   | 10  | 11  | 12  | 13  |
| 20  | 14  | 15  | 16  | 17  | 18  | 19  | 20  |
| 21  | 21  | 22  | 23  | 24  | 25  | 26  | 27  |
| 22  | 28  | 29  | 30  | 31  |     |     |     |

| Juni | Juni | Juni | Juni | Juni | Juni | Juni | Juni |
| Kw   | Mo   | Di   | Mi   | Do   | Fr   | Sa   | So   |
| ---- | ---- | ---- | ---- | ---- | ---- | ---- | ---- |
| 22   |      |      |      |      | 1    | 2    | 3    |
| 23   | 4    | 5    | 6    | 7    | 8    | 9    | 10   |
| 24   | 11   | 12   | 13   | 14   | 15   | 16   | 17   |
| 25   | 18   | 19   | 20   | 21   | 22   | 23   | 24   |
| 26   | 25   | 26   | 27   | 28   | 29   | 30   |      |

| Juli | Juli | Juli | Juli | Juli | Juli | Juli | Juli |
| Kw   | Mo   | Di   | Mi   | Do   | Fr   | Sa   | So   |
| ---- | ---- | ---- | ---- | ---- | ---- | ---- | ---- |
| 26   |      |      |      |      |      |      | 1    |
| 27   | 2    | 3    | 4    | 5    | 6    | 7    | 8    |
| 28   | 9    | 10   | 11   | 12   | 13   | 14   | 15   |
| 29   | 16   | 17   | 18   | 19   | 20   | 21   | 22   |
| 30   | 23   | 24   | 25   | 26   | 27   | 28   | 29   |
| 31   | 30   | 31   |      |      |      |      |      |

| August | August | August | August | August | August | August | August |
| Kw     | Mo     | Di     | Mi     | Do     | Fr     | Sa     | So     |
| ------ | ------ | ------ | ------ | ------ | ------ | ------ | ------ |
| 31     |        |        | 1      | 2      | 3      | 4      | 5      |
| 32     | 6      | 7      | 8      | 9      | 10     | 11     | 12     |
| 33     | 13     | 14     | 15     | 16     | 17     | 18     | 19     |
| 34     | 20     | 21     | 22     | 23     | 24     | 25     | 26     |
| 35     | 27     | 28     | 29     | 30     | 31     |        |        |

| September | September | September | September | September | September | September | September |
| Kw        | Mo        | Di        | Mi        | Do        | Fr        | Sa        | So        |
| --------- | --------- | --------- | --------- | --------- | --------- | --------- | --------- |
| 35        |           |           |           |           |           | 1         | 2         |
| 36        | 3         | 4         | 5         | 6         | 7         | 8         | 9         |
| 37        | 10        | 11        | 12        | 13        | 14        | 15        | 16        |
| 38        | 17        | 18        | 19        | 20        | 21        | 22        | 23        |
| 39        | 24        | 25        | 26        | 27        | 28        | 29        | 30        |

| Oktober | Oktober | Oktober | Oktober | Oktober | Oktober | Oktober | Oktober |
| Kw      | Mo      | Di      | Mi      | Do      | Fr      | Sa      | So      |
| ------- | ------- | ------- | ------- | ------- | ------- | ------- | ------- |
| 40      | 1       | 2       | 3       | 4       | 5       | 6       | 7       |
| 41      | 8       | 9       | 10      | 11      | 12      | 13      | 14      |
| 42      | 15      | 16      | 17      | 18      | 19      | 20      | 21      |
| 43      | 22      | 23      | 24      | 25      | 26      | 27      | 28      |
| 44      | 29      | 30      | 31      |         |         |         |         |

| November | November | November | November | November | November | November | November |
| Kw       | Mo       | Di       | Mi       | Do       | Fr       | Sa       | So       |
| -------- | -------- | -------- | -------- | -------- | -------- | -------- | -------- |
| 44       |          |          |          | 1        | 2        | 3        | 4        |
| 45       | 5        | 6        | 7        | 8        | 9        | 10       | 11       |
| 46       | 12       | 13       | 14       | 15       | 16       | 17       | 18       |
| 47       | 19       | 20       | 21       | 22       | 23       | 24       | 25       |
| 48       | 26       | 27       | 28       | 29       | 30       |          |          |

| Dezember | Dezember | Dezember | Dezember | Dezember | Dezember | Dezember | Dezember |
| Kw       | Mo       | Di       | Mi       | Do       | Fr       | Sa       | So       |
| -------- | -------- | -------- | -------- | -------- | -------- | -------- | -------- |
| 48       |          |          |          |          |          | 1        | 2        |
| 49       | 3        | 4        | 5        | 6        | 7        | 8        | 9        |
| 50       | 10       | 11       | 12       | 13       | 14       | 15       | 16       |
| 51       | 17       | 18       | 19       | 20       | 21       | 22       | 23       |
| 52       | 24       | 25       | 26       | 27       | 28       | 29       | 30       |
| 1        | 31       |          |          |          |          |          |          |

| Januar | Januar | Januar | Januar | Januar | Januar | Januar | Januar |
| Kw     | Mo     | Di     | Mi     | Do     | Fr     | Sa     | So     |
| ------ | ------ | ------ | ------ | ------ | ------ | ------ | ------ |
| 52     |        |        |        |        |        |        | 1      |
| 1      | 2      | 3      | 4      | 5      | 6      | 7      | 8      |
| 2      | 9      | 10     | 11     | 12     | 13     | 14     | 15     |
| 3      | 16     | 17     | 18     | 19     | 20     | 21     | 22     |
| 4      | 23     | 24     | 25     | 26     | 27     | 28     | 29     |
| 5      | 30     | 31     |        |        |        |        |        |

| Februar | Februar | Februar | Februar | Februar | Februar | Februar | Februar |
| Kw      | Mo      | Di      | Mi      | Do      | Fr      | Sa      | So      |
| ------- | ------- | ------- | ------- | ------- | ------- | ------- | ------- |
| 5       |         |         | 1       | 2       | 3       | 4       | 5       |
| 6       | 6       | 7       | 8       | 9       | 10      | 11      | 12      |
| 7       | 13      | 14      | 15      | 16      | 17      | 18      | 19      |
| 8       | 20      | 21      | 22      | 23      | 24      | 25      | 26      |
| 9       | 27      | 28      | 29      |         |         |         |         |

| März | März | März | März | März | März | März | März |
| Kw   | Mo   | Di   | Mi   | Do   | Fr   | Sa   | So   |
| ---- | ---- | ---- | ---- | ---- | ---- | ---- | ---- |
| 9    |      |      |      | 1    | 2    | 3    | 4    |
| 10   | 5    | 6    | 7    | 8    | 9    | 10   | 11   |
| 11   | 12   | 13   | 14   | 15   | 16   | 17   | 18   |
| 12   | 19   | 20   | 21   | 22   | 23   | 24   | 25   |
| 13   | 26   | 27   | 28   | 29   | 30   | 31   |      |

| April | April | April | April | April | April | April | April |
| Kw    | Mo    | Di    | Mi    | Do    | Fr    | Sa    | So    |
| ----- | ----- | ----- | ----- | ----- | ----- | ----- | ----- |
| 13    |       |       |       |       |       |       | 1     |
| 14    | 2     | 3     | 4     | 5     | 6     | 7     | 8     |
| 15    | 9     | 10    | 11    | 12    | 13    | 14    | 15    |
| 16    | 16    | 17    | 18    | 19    | 20    | 21    | 22    |
| 17    | 23    | 24    | 25    | 26    | 27    | 28    | 29    |
| 18    | 30    |       |       |       |       |       |       |

| Mai | Mai | Mai | Mai | Mai | Mai | Mai | Mai |
| Kw  | Mo  | Di  | Mi  | Do  | Fr  | Sa  | So  |
| --- | --- | --- | --- | --- | --- | --- | --- |
| 18  |     | 1   | 2   | 3   | 4   | 5   | 6   |
| 19  | 7   | 8   | 9   | 10  | 11  | 12  | 13  |
| 20  | 14  | 15  | 16  | 17  | 18  | 19  | 20  |
| 21  | 21  | 22  | 23  | 24  | 25  | 26  | 27  |
| 22  | 28  | 29  | 30  | 31  |     |     |     |

| Juni | Juni | Juni | Juni | Juni | Juni | Juni | Juni |
| Kw   | Mo   | Di   | Mi   | Do   | Fr   | Sa   | So   |
| ---- | ---- | ---- | ---- | ---- | ---- | ---- | ---- |
| 22   |      |      |      |      | 1    | 2    | 3    |
| 23   | 4    | 5    | 6    | 7    | 8    | 9    | 10   |
| 24   | 11   | 12   | 13   | 14   | 15   | 16   | 17   |
| 25   | 18   | 19   | 20   | 21   | 22   | 23   | 24   |
| 26   | 25   | 26   | 27   | 28   | 29   | 30   |      |

| Juli | Juli | Juli | Juli | Juli | Juli | Juli | Juli |
| Kw   | Mo   | Di   | Mi   | Do   | Fr   | Sa   | So   |
| ---- | ---- | ---- | ---- | ---- | ---- | ---- | ---- |
| 26   |      |      |      |      |      |      | 1    |
| 27   | 2    | 3    | 4    | 5    | 6    | 7    | 8    |
| 28   | 9    | 10   | 11   | 12   | 13   | 14   | 15   |
| 29   | 16   | 17   | 18   | 19   | 20   | 21   | 22   |
| 30   | 23   | 24   | 25   | 26   | 27   | 28   | 29   |
| 31   | 30   | 31   |      |      |      |      |      |

| August | August | August | August | August | August | August | August |
| Kw     | Mo     | Di     | Mi     | Do     | Fr     | Sa     | So     |
| ------ | ------ | ------ | ------ | ------ | ------ | ------ | ------ |
| 31     |        |        | 1      | 2      | 3      | 4      | 5      |
| 32     | 6      | 7      | 8      | 9      | 10     | 11     | 12     |
| 33     | 13     | 14     | 15     | 16     | 17     | 18     | 19     |
| 34     | 20     | 21     | 22     | 23     | 24     | 25     | 26     |
| 35     | 27     | 28     | 29     | 30     | 31     |        |        |

| September | September | September | September | September | September | September | September |
| Kw        | Mo        | Di        | Mi        | Do        | Fr        | Sa        | So        |
| --------- | --------- | --------- | --------- | --------- | --------- | --------- | --------- |
| 35        |           |           |           |           |           | 1         | 2         |
| 36        | 3         | 4         | 5         | 6         | 7         | 8         | 9         |
| 37        | 10        | 11        | 12        | 13        | 14        | 15        | 16        |
| 38        | 17        | 18        | 19        | 20        | 21        | 22        | 23        |
| 39        | 24        | 25        | 26        | 27        | 28        | 29        | 30        |

| Oktober | Oktober | Oktober | Oktober | Oktober | Oktober | Oktober | Oktober |
| Kw      | Mo      | Di      | Mi      | Do      | Fr      | Sa      | So      |
| ------- | ------- | ------- | ------- | ------- | ------- | ------- | ------- |
| 40      | 1       | 2       | 3       | 4       | 5       | 6       | 7       |
| 41      | 8       | 9       | 10      | 11      | 12      | 13      | 14      |
| 42      | 15      | 16      | 17      | 18      | 19      | 20      | 21      |
| 43      | 22      | 23      | 24      | 25      | 26      | 27      | 28      |
| 44      | 29      | 30      | 31      |         |         |         |         |

| November | November | November | November | November | November | November | November |
| Kw       | Mo       | Di       | Mi       | Do       | Fr       | Sa       | So       |
| -------- | -------- | -------- | -------- | -------- | -------- | -------- | -------- |
| 44       |          |          |          | 1        | 2        | 3        | 4        |
| 45       | 5        | 6        | 7        | 8        | 9        | 10       | 11       |
| 46       | 12       | 13       | 14       | 15       | 16       | 17       | 18       |
| 47       | 19       | 20       | 21       | 22       | 23       | 24       | 25       |
| 48       | 26       | 27       | 28       | 29       | 30       |          |          |

| Dezember | Dezember | Dezember | Dezember | Dezember | Dezember | Dezember | Dezember |
| Kw       | Mo       | Di       | Mi       | Do       | Fr       | Sa       | So       |
| -------- | -------- | -------- | -------- | -------- | -------- | -------- | -------- |
| 48       |          |          |          |          |          | 1        | 2        |
| 49       | 3        | 4        | 5        | 6        | 7        | 8        | 9        |
| 50       | 10       | 11       | 12       | 13       | 14       | 15       | 16       |
| 51       | 17       | 18       | 19       | 20       | 21       | 22       | 23       |
| 52       | 24       | 25       | 26       | 27       | 28       | 29       | 30       |
| 1        | 31       |          |          |          |          |          |          |

## Ereignisse

### Politik und Weltgeschehen

#### Frankreich
- 5. Februar: Nach seiner Flucht aus der Gefangenschaft durch die katholische Partei in Paris legt der hugenottische Anführer Heinrich von Navarra, der spätere König Heinrich IV. von Frankreich, den katholischen Glauben wieder ab.
- 6. Mai: Mit dem Edikt von Beaulieu wird der Fünfte Hugenottenkrieg beendet. Die Hugenotten erhalten günstige Bedingungen, weil Frankreichs König Heinrich III. vorerst Frieden im Lande favorisiert.
- 6. November: König Heinrich III. stellt sich in Blois an die Spitze der französischen katholischen Liga und löst damit den sechsten Hugenottenkrieg aus.

#### Heiliges Römisches Reich
- 12. Oktober: Kaiser Maximilian II. stirbt überraschend auf dem Reichstag zu Regensburg. Sein Sohn Rudolf II., der bereits im Vorjahr gekrönt worden ist, wird sein Nachfolger als Kaiser des Heiligen Römischen Reichs und Herrscher der Habsburgischen Erblande.
- Der Erzbischof von Trier, Jakob III. von Eltz, annektiert die Fürstabtei Prüm und ihre Grundherrschaft in das Kurfürstentum Trier.

#### Niederlande
- 4. November: Längere Zeit nicht entlohnte Söldner in Diensten des spanischen Königs Philipp II. beginnen in Antwerpen mit Gewaltakten gegen die Bevölkerung, um Geld herauszupressen. Die Spanische Furie wütet drei Tage und zerstört die Stadt erheblich.
- 8. November: Holland, Zeeland und die südlichen Provinzen schließen in Gent die Genter Pazifikation, einen Vertrag, durch den sie sich gegenseitig Hilfe versprechen, um die spanischen Truppen vom niederländischen Boden zu vertreiben.
- 15. Dezember: Der spanische Statthalter in den Niederlanden, Don Juan de Austria, und die Generalstaaten schließen das Ewige Edikt, mit dem der Statthalter die Genter Pazifikation anerkennt. Das Edikt wird keine acht Monate halten.

#### Osteuropa
- 1. Mai: Anna Jagiellonica, König von Polen, und Stephan Báthory, Fürst von Siebenbürgen, heiraten und werden nach der zweiten Freien Wahl als gemeinsame Staatsoberhäupter von Polen-Litauen gekrönt.
- Die Osmanen erobern die kroatische Festung Bužim.

#### Afrika

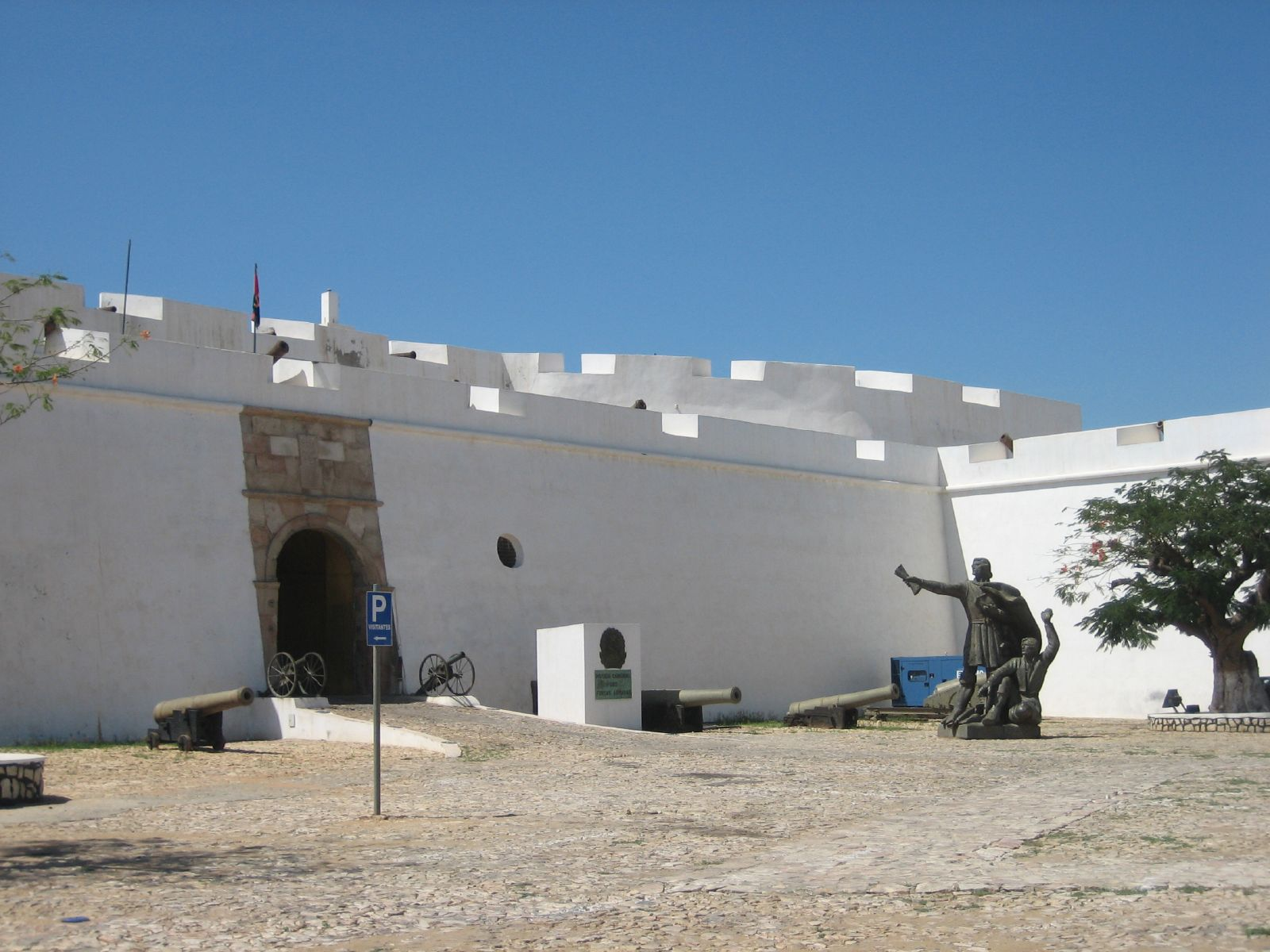
Eingang zur Festung São Miguel

- 25. Januar: Die Stadt São Paulo da Assunção de Loanda im späteren Angola wird von portugiesischen Siedlern gegründet. Anschließend wird auf Geheiß des Stadtgründers und ersten Gouverneurs Paulo Dias de Novais die Festung São Miguel von Luanda zur Verteidigung der neuen Siedlung errichtet. Die Stadt entwickelt sich zum Zentrum des Sklavenhandels nach Brasilien.

#### Asien
- 14. Mai: Nach dem Tod von Tahmasp I. wird sein Sohn Ismail II. dritter safawidischer Schah von Persien.

#### Entdeckungsfahrten
- 7. Juni bis 9. Oktober: Der englische Seefahrer Martin Frobisher unternimmt mit 39 Mann und drei Schiffen seine erste Arktisfahrt auf der Suche nach der Nordwestpassage. Dabei entdeckt er unter anderem die nach ihm benannte Frobisher-Bay.

### Wirtschaft
- In Frankreich wird La Poste gegründet.

### Wissenschaft und Technik

#### Lehre und Forschung

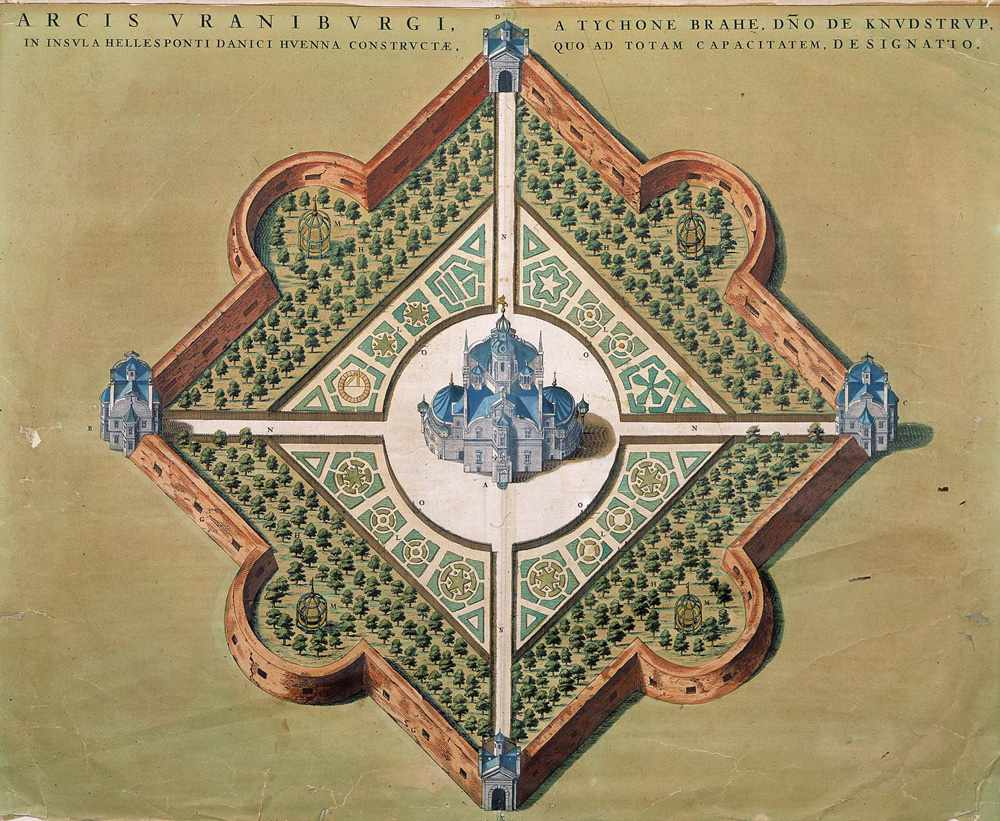
Tycho Brahes Uraniborg aus seinem Mechanik-Buch 1598

- 8. August: Der dänische Astronom Tycho Brahe notiert die Grundsteinlegung seines Observatoriums Uraniborg auf der Insel Ven.
- 15. Oktober: Die von Herzog Julius von Braunschweig-Wolfenbüttel gestiftete Universität Helmstedt, die sich während der Dauer ihres Bestehens zu einer bedeutenden protestantischen Hochschule entwickelt, wird feierlich eröffnet.

#### Naturwissenschaften

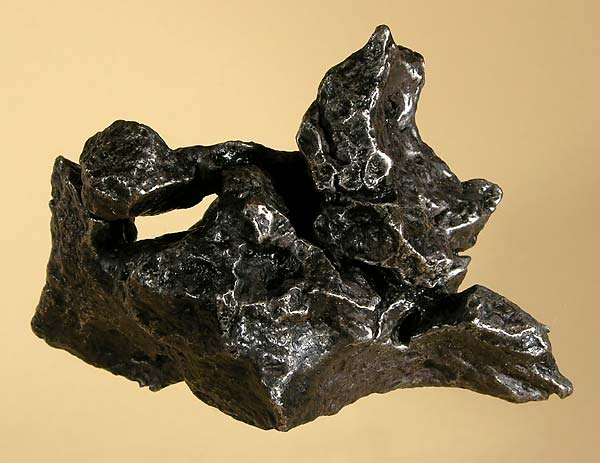
Ein Stück des Campo-del-Cielo-Meteoriten

- Auf den Campo del Cielo im heutigen Argentinien werden Einschlagkrater und Teile eines Eisenmeteoriten entdeckt.
- Humphrey Gilbert veröffentlicht seine Schrift A discourse of a discoverie for a new Passage to Cataia über die Erkundung einer Nordwestpassage von Amerika nach Asien.

#### Kartographie

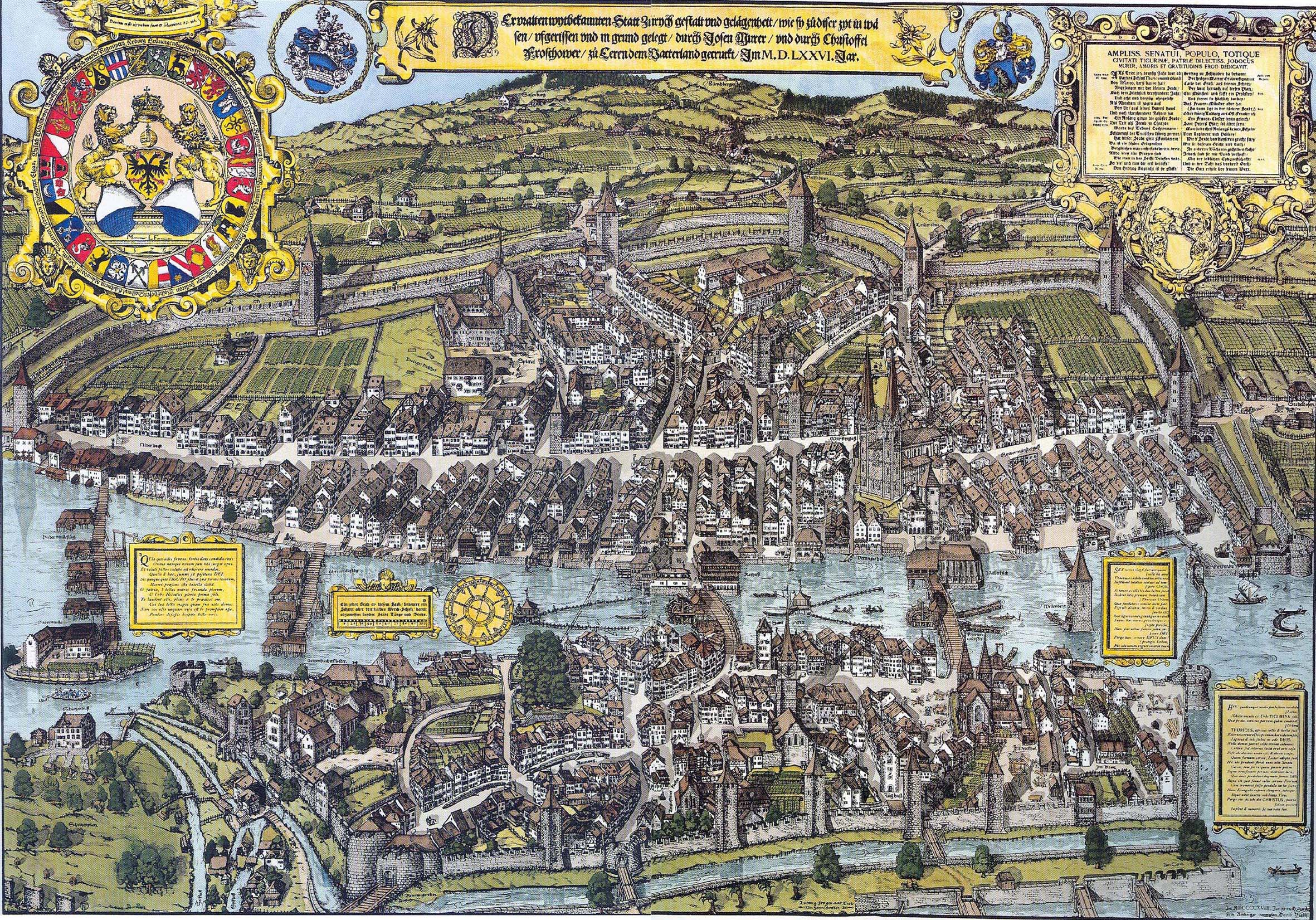
Der Murerplan, Zürich 1576

- Der Kartograph Jos Murer erstellt den Murerplan, einen Holzschnitt der Stadt Zürich.

### Religion
- 4. September: Für den Fall, dass Venedig von der grassierenden Pest erlöst werde, gelobt der Senat den Bau eines Gotteshauses zu Ehren des Erlösers. Da die Seuche kurze Zeit danach tatsächlich verschwindet, wird im Folgejahr mit dem Bau der Kirche Il Redentore begonnen.
- Giordano Bruno verlässt den Dominikanerorden und beginnt seinen jahrzehntelangen Weg durch zahlreiche Städte Europas.
- Das Griechische Kolleg vom Hl. Athanasius in Rom öffnet seine Pforten.

### Kultur
- Dezember: Der englische Schauspieler James Burbage eröffnet mit The Theatre das vermutlich erste feste Theater in England seit der Römerzeit.

### Katastrophen
- Geschichte der Pest: In Oberitalien fordert die Pest zahlreiche Tote, auch der Maler Tizian fällt ihr in Venedig zum Opfer.
- Cocolitztli, ein hämorrhagisches Fieber, bricht neuerlich aus und kostet Millionen von Menschen in Mexiko das Leben.

## Historische Karten und Ansichten

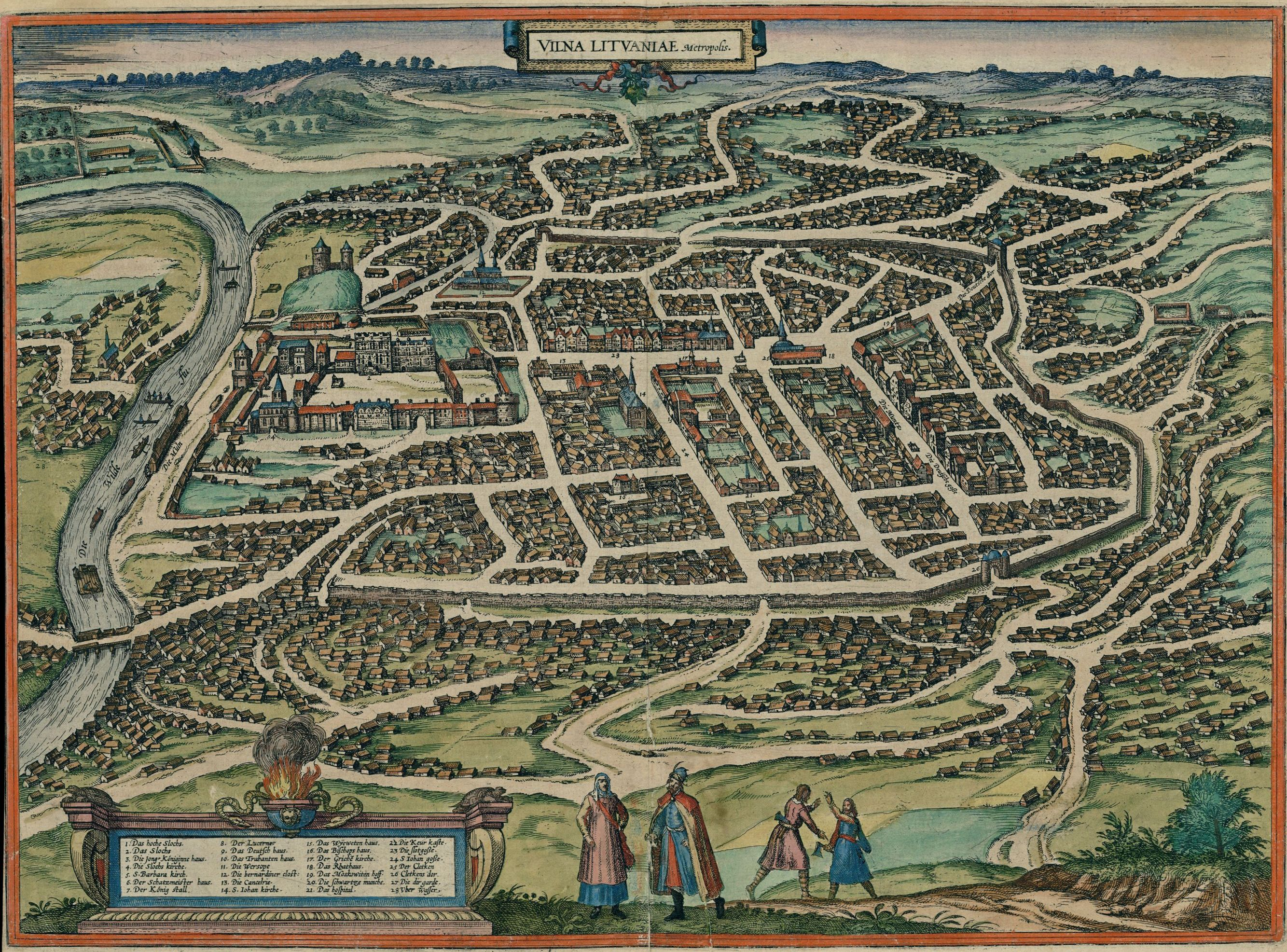
Vilnius 1576

## Geboren

### Geburtsdatum gesichert

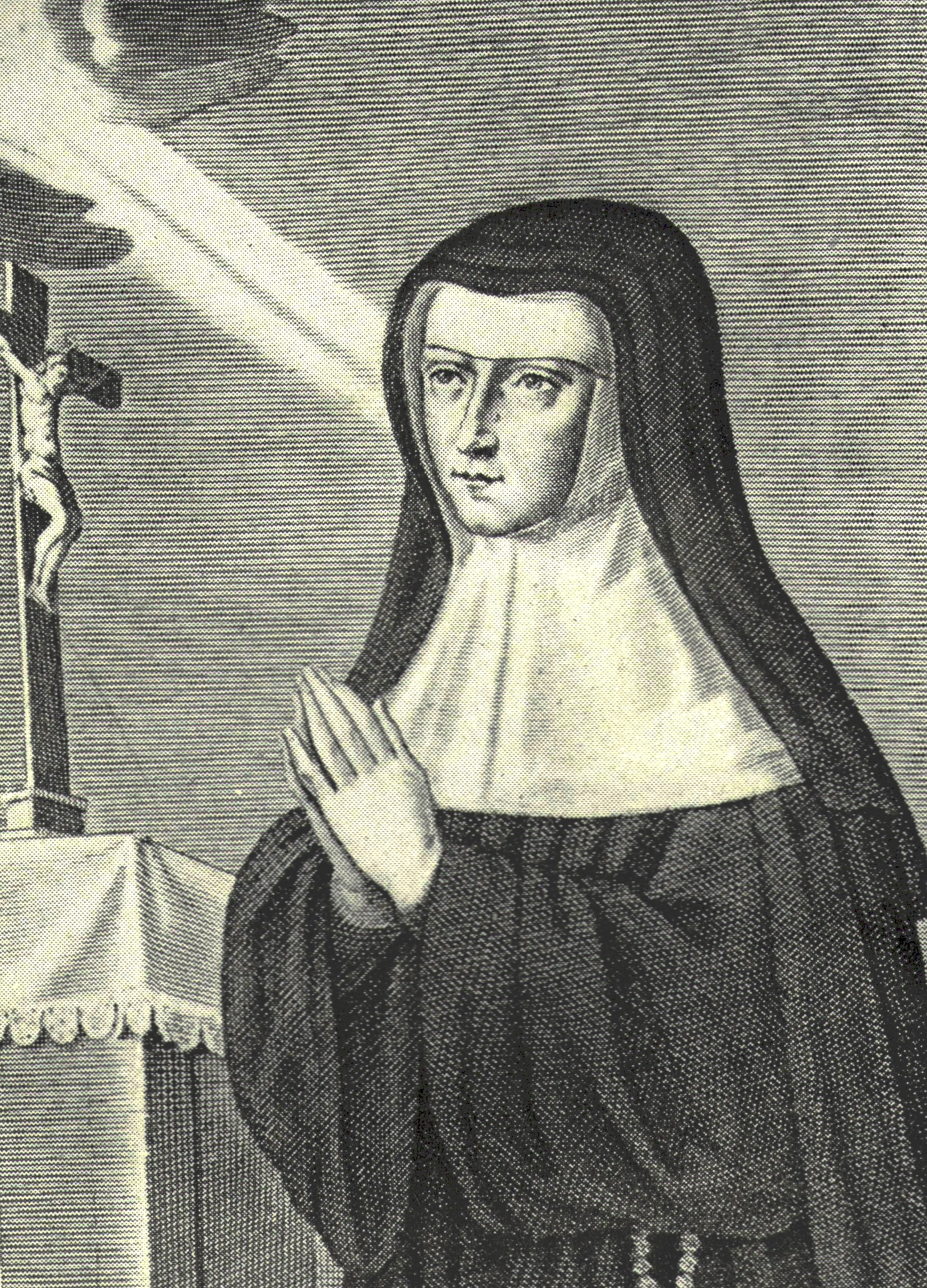
Alix Le Clerc als Ordensschwester Maria Theresia von Jesus

- 02. Februar: Alix Le Clerc, französische Ordensschwester und Ordensgründerin der Augustiner-Chorfrauen, katholische Selige († 1622)
- 01. März: Friedrich von Fürstenberg, kurkölnischer Landdrost im Herzogtum Westfalen († 1646)
- 27. März: Caspar von Teutleben, deutscher Dichter und Hofmeister († 1629)
- 31. März: Luise Juliana von Oranien-Nassau, Kurfürstin von der Pfalz († 1644)
- 03. Juni: Giovanni Diodati, reformierter Theologe und Bibelübersetzer († 1649)
- 03. Juli: Anna von Preußen, Kurfürstin von Brandenburg († 1625)
- 16. Juli: Caspar Augspurger, deutscher Unternehmer († 1636)
- 24. Juli: Hermann Czernin von Chudenitz, österreichischer Diplomat und Soldat († 1651)
- 13. September: Bruno III. von Mansfeld, Oberstjägermeister in habsburgischen Diensten († 1644)
- 02. Oktober: Gebhard Johann I. von Alvensleben, deutscher Gutsherr, Astronom und Astrologe († 1631)
- 06. Oktober: Roger Manners, 5. Earl of Rutland, englischer Adliger und Patron der Künste († 1612)
- 07. Oktober: John Marston, englischer Dramatiker und Schriftsteller († 1634)
- 10. Oktober: Joachim von Loß, Reichspfennigmeister des Ober- und Niedersächsischen Reichskreises († 1633)
- 12. Oktober: Thomas Dudley, englischer Gouverneur der Massachusetts Bay Colony († 1653)
- 28. Oktober: Rudolf, Fürst von Anhalt-Zerbst († 1621)
- 06. November: Karl Günther, Graf von Schwarzburg-Rudolstadt († 1630)
- 18. November: Philipp Ludwig II., Graf von Hanau-Münzenberg († 1612)
- 08. Dezember: Johannes Kromayer, deutscher lutherischer Theologe und Schulreformator Thüringens im Zeitalter der lutherischen Orthodoxie († 1643)
- 20. Dezember: Johannes Sarkander, böhmisch-mährischer Priester und Märtyrer der katholischen Kirche († 1620)

### Genaues Geburtsdatum unbekannt
- William Ames, englischer Theologe († 1633)
- Thomas Aylesbury, 1. Baronet, hoher englischer Beamter der Royal Navy († 1657)
- Salomon de Caus, französischer Physiker und Erfinder († 1626)
- Christoph Deichmann, deutscher Jurist und Diplomat sowie Mitglied der Fruchtbringenden Gesellschaft († 1648)
- Cornelius Galle der Ältere, niederländischer Zeichner und Kupferstecher († 1650)
- Antoine de Montchrétien, französischer Wirtschaftswissenschaftler († 1621)

## Gestorben

### Erstes Halbjahr
- 08. Januar: Lope García de Castro, spanischer Jurist und interimistischer Vizekönig von Peru (* um 1516)
- 10. Januar: Benedikt Burgauer, deutscher Theologe und Reformator (* 1494)
- 19. Januar: Hans Sachs, deutscher Spruchdichter, Meistersinger und Dramatiker (* 1494)
- 26. Januar: Juan Ortiz de Zárate, spanischer Konquistador (* 1521)
- 10. Februar: Guilielmus Xylander, deutscher Gelehrter und Humanist (* 1532)
- 12. Februar: Johann Albrecht I., Herzog von Mecklenburg-Güstrow und Mecklenburg-Schwerin (* 1525)
- 15. Februar: Francesco De Marchi, italienischer Architekt, Ingenieur, Autor und Höfling (* 1504)
- 22. Februar: Bernardino Gatti, italienischer Maler (* 1495/96)
- 02. März: Georg Kleefeld, Bürgermeister von Danzig (* 1522)
- 05. März: Luis de Zúñiga y Requesens, spanischer Statthalter in den Niederlanden (* 1528)
- 09. März: Heinrich Lersner, hessischer Politiker (* 1506)
- 11. März: Juan de Salcedo, spanischer Konquistador (* 1549)
- 18. März: Karl I., Graf von Hohenzollern (* 1516)
- 18. März: Johann Stössel, deutscher evangelischer Theologe und Reformator (* 1524)
- 20. März: Heinrich Salmuth, deutscher lutherischer Theologe und Reformator (* 1522)
- 29. März: Valentin Erythräus, deutscher Pädagoge (* 1521)
- 02. Mai: Bartholomäus von Carranza, Erzbischof von Toledo (* 1503)

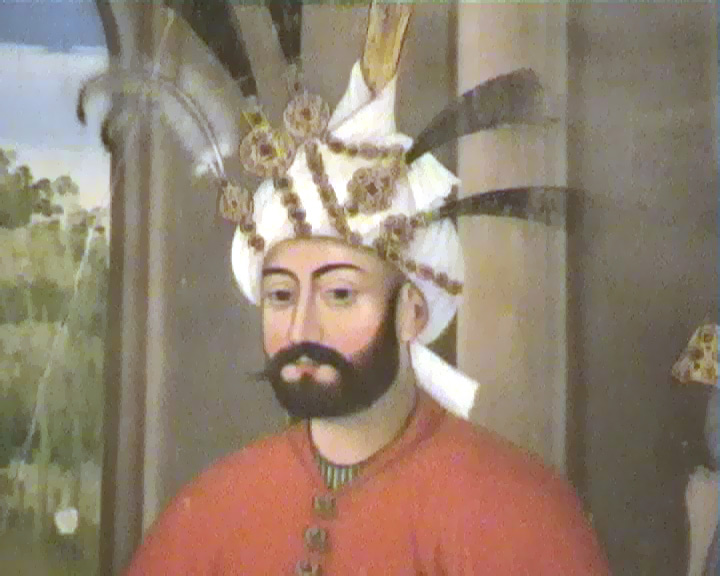
Tahmasp I. auf einem Fresko aus dem Tschehel-Sotun-Palast in Isfahan

- 14. Mai: Tahmasp I., zweiter Schah der Safawidendynastie im Iran (* 1514)
- 11. Juni: Anthony Cooke, englischer Adliger, Politiker und Humanist (* 1505/06)

### Zweites Halbjahr
- 02. Juli: Josias Simler, Schweizer reformierter Theologe und Historiker (* 1530)
- 07. Juli: Thomas Matthias, Bürgermeister von Berlin (* um 1520)
- 11. Juli: Simon Musaeus, deutscher evangelischer Theologe und Reformator (* 1521)
- 16. Juli: Isabella de’ Medici, italienische Adlige (* 1542)
- 15. August: Valentin Bakfark, ungarischer Komponist (* 1507 oder 1527)
- 27. August: Tiziano Vecellio, venezianischer Maler (* 1477)
- 21. September: Gerolamo Cardano, Arzt und Mathematiker (* 1501)
- 22. September: Walter Devereux, 1. Earl of Essex, englischer Adeliger (* 1539)
- 27. September: Santi Buglioni, italienischer Bildhauer (* 1494)

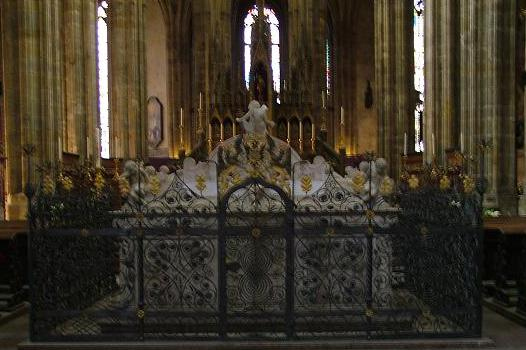
Grabmal Maximilians II.
im Veitsdom auf der Prager Burg

- 12. Oktober: Maximilian II., Kaiser des Heiligen Römischen Reiches (* 1527)
- 12. Oktober: Adam Neuser, deutscher Theologe (* 1530)
- 14. Oktober: Konrad Heresbach, deutscher Humanist (* 1496)
- 20. Oktober: George Gordon, 5. Earl of Huntly, Angehöriger des schottischen Hochadels (* um 1532/34)
- 26. Oktober: Friedrich III., Kurfürst von der Pfalz (* 1515)
- 27. November: Georg Parsimonius, evangelischer Theologe, Reformator und Konfessionalist (* um 1512)
- 30. November: Wolfgang Hilliger, deutscher Geschütz- und Glockengießer (* 1511)
- 20. Dezember: Henri de Saint-Sulpice, Günstling des französischen Königs Heinrich III.
- 21. Dezember: Otto IV., Graf von Schaumburg und Holstein-Pinneberg (* 1517)

### Genaues Todesdatum unbekannt
- Charles Stewart, 1. Earl of Lennox, schottischer Adeliger (* 1555)
- Mauritius Piderit, lutherischer Theologe (* 1497)